# Rudolf Ramek
Rudolf Ramek (ur. 12 kwietnia 1881 w Cieszynie, zm. 24 lipca 1941 w Wiedniu) − austriacki prawnik, polityk, kanclerz.

## Życiorys
Był prawnikiem i politykiem Austriackiej Partii Chrześcijańsko-Społecznej. Od 1919 do 1934 zasiadał w parlamencie i od 1930 był wiceprzewodniczącym Rady Narodowej. W latach 1919–1920 był sekretarzem stanu w resorcie sprawiedliwości. Od 23 kwietnia 1921 do 21 czerwca 1921 był ministrem spraw wewnętrznych w gabinecie kanclerza Mayra. W okresie od 20 listopada 1924 do 20 października 1926 był kanclerzem Austrii i od 22 listopada 1924 ministrem spraw wewnętrznych oraz od 15 stycznia 1926 również ministrem spraw zagranicznych.